# Bellenglise
Bellenglise é uma comuna francesa na região administrativa de Altos da França, no departamento de Aisne. Estende-se por uma área de 6,4 km². Em 2010 a comuna tinha 387 habitantes (densidade: 60,5 hab./km²).